# Pseudeminia benguellensis
Pseudeminia benguellensis là một loài thực vật có hoa trong họ Đậu. Loài này được (Torre) Verdc. miêu tả khoa học đầu tiên.